# Saltatricula multicolor
El pepitero chico (en Argentina, Bolivia, Paraguay y Uruguay) (Saltatricula multicolor), también denominado manchadito (en Uruguay), es una especie de ave paseriforme de la familia Thraupidae, una de las dos perteneciente al género Saltatricula. Es nativo del centro-sur de América del Sur.  

## Distribución y hábitat
Se distribuye por el sureste de Bolivia (este de Santa Cruz, Chuquisaca y Tarija), oeste de Paraguay (al oeste del Río Paraguay), norte de Argentina al este de la precordillera (al sur hasta el centro de Mendoza, sur de San Luis, sur de Córdoba y sur de Santa Fe, y desde el centro de Formosa y centro del Chaco al sur hasta el sur de Corrientes y Entre Ríos) y noroeste de Uruguay. Registros en el extremo suroeste de Río Grande do Sul (Uruguaiana), en Brasil.
Habita los pastizales al borde de matorrales y bosques secos del chaco principalmente abajo de los 500 m s. n. m.

## Descripción
Mide 18 cm de longitud. Pico mayormente amarillo. Por arriba es pardo arenoso, con una prominente banda blanca pos-ocular y máscara negra que se extiende desde la frente hasta los lados del pescuezo. Cola bastante larga y graduada, las plumas externas con anchas puntas blancas. Media garganta blanca, gris en los lados del pescuezo y del pecho, lados y flancos ampliamente pardo claro rosáceo.

## Comportamiento
Este elegante e inconfundible pájaro, endémico del chaco, es encontrado de a pares o en pequeños grupos (cuando no está reproduciendo) y a menudo asociado con el brasita de fuego (Coryphospingus cucullatus). La relativa abundancia de esta especie parece fluctuar en relación con el tipo de hábitat durante el año, pero permanece incierto si esto se debe a mudanzas en la abundancia de comida, disponibilidad de locales para nido o competición variable de aves migratorias.

### Alimentación
Se alimenta principalmente de semillas de pastos, pero, facultativamente de la savia liberada en perforaciones abiertas por el carpintero de los cardones (Melanerpes cactorum). Busca su comida principalmente en el suelo, y cuando perturbado vuela hacia arbustos bajos, muestra un brillo blanco.

### Vocalización
Su canto es un poco espirituoso y rápido «wiia-wiia-wiia», a menudo repetido monótonamente durante el calor del día, cuando otros pocos pájaros cantan.

## Sistemática

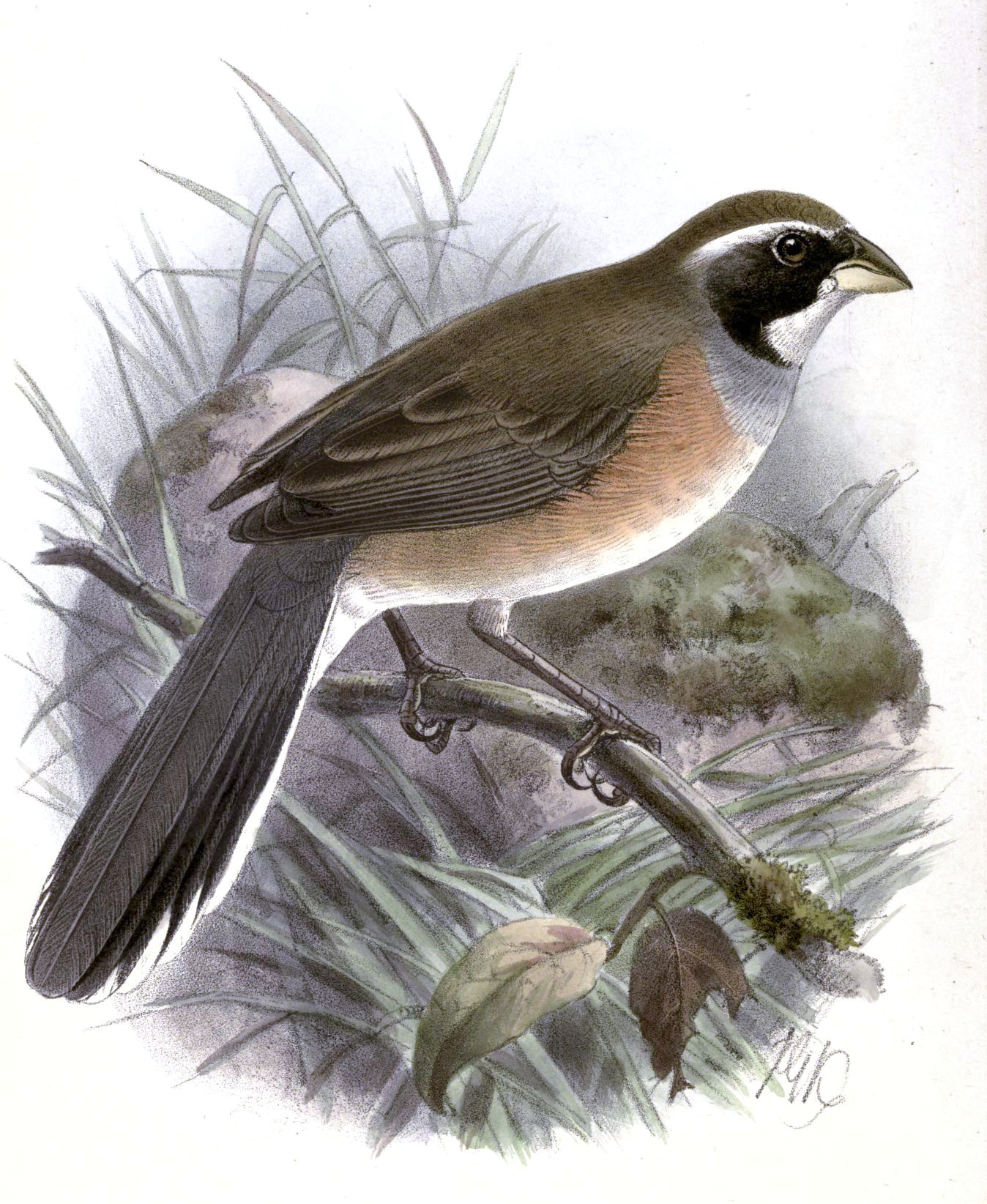
Saltatricula multicolor, ilustración de Keulemans en Argentine Ornithology, 1889.

### Descripción original
La especie S. multicolor fue descrita por primera vez por el naturalista alemán naturalizado argentino Carlos Germán Burmeister en 1860 bajo el nombre científico Saltator multicolor; la localidad tipo es: «Paraná, Entre Ríos, Argentina».

### Etimología
El nombre genérico femenino Saltatricula es un diminutivo del género Saltator, en latín, «saltatrix» significa ‘bailarina’; y el nombre de la especie «multicolor» en latín significa ‘de muchos colores’.

### Taxonomía
Anteriormente se le consideró un miembro de la familia Emberizidae, pero la evidencia genética sugiere que pertenece a Thraupidae, de acuerdo con Klicka et al (2007). Sin embargo, la Propuesta N° 322 al Comité de Clasificación de Sudamérica (SACC), aprobada, lo dejó temporalmente en Incertae sedis.
Nuevos estudios de Chaves et al (2013) revisaron la secuencia linear de los géneros Saltator y Saltatricula, concluyendo que Saltator atricollis y Saltatricula multicolor son especies hermanas. La Propuesta N° 593 al SACC rechazó la inclusión del presente en Saltator y aprobó la inclusión de S. atricollis en Saltatricula como Saltatricula atricollis, lo que fue seguido por el SACC, el Comité Brasileño de Registros Ornitológicos (CBRO) y por  otras clasificaciones.
En la Propuesta N° 704 al SACC, con base en los estudios de Burns et al. 2014 y otros, se aprobó la transferencia de Saltatricula y Saltator para Thraupidae, lo que fue seguido por las principales clasificaciones. En la Propuesta N° 730 Parte 3 al SACC se rechazó la fusión de los géneros Saltator y Saltatricula y se aprobó la retención de este último y la inclusión de S. atricollis en él. Sin embargo, las clasificaciones Aves del Mundo y Birdlife International, siguiendo a Burns et al. (2016) prefieren el género Saltator ampliado.
Es monotípica.